# Дуглас, Дэвид, 7-й граф Ангус
Дэвид Дуглас (ок. 1515—1558) — шотландский аристократ, 7-й граф Ангус (1557—1558). Большую часть жизни был известен как Дэвид Дуглас из Кокбернспата.

## Биография
Старший сын Джорджа Дугласа (? — 1552) и Элизабет Дуглас, внук Джорджа Дугласа, мастера Ангуса (1469—1513), и Элизабет Драммонд.
В 1557 году после смерти своего родного дяди Арчибальда Дугласа (1489—1557), 6-го графа Ангуса (1513—1557), Дэвид Дуглас унаследовал титул и владения графа Ангуса.
В 1558 году Дэвид Дуглас скончался в замке Кокбернспат.

## Семья и дети
Был женат на Маргарет Гамильтон, вдове сэра Джеймса Джонстона, дочери Джона Гамильтона из Самуэльтона и Джанет Хоум, племяннице Джеймса Гамильтона, герцога де Шательро и графа Аррана. Дети:
- Арчибальд Дуглас (1555—1588), 8-й граф Ангус (1558—1588) и 5-й граф Мортон (1586—1588)
- Маргарет Дуглас ( — 1640), 1-й муж — Уолтер Скотт (1549—1574), лорд Баклю, 2-й муж — Фрэнсис Стюарт (1562—1612), 5-й граф Ботвел
- Элизабет Дуглас (? — 1637), жена Джона Максвелла (1553—1593), 8-го лорда Максвелла

После смерти графа Ангуса Маргарет Гамильтон в третий раз вышла замуж за сэра Патрика Уайтлоу.